# ارین بلومفیلد
ارین بلومفیلد (انگلیسی: Erin Bloomfield؛ زادهٔ ۳ مارس ۲۰۰۲) بازیکن فوتبال اهل انگلستان است که در پست مهاجم برای باشگاه فوتبال زنان بورنموث بازی می‌کند.
بلومفیلد فوتبال را در یوویل تاون آغاز کرد و اولین بازی خود در سوپر لیگ زنان انگلستان را در سن ۱۶ سالگی مقابل آرسنال انجام داد.